# Mnium marginatum
Mnium marginatum (Gesäumtes Sternmoos) ist eine Laubmoos-Art aus der Familie Mniaceae. Synonyme sind Mnium serratum Brid., Mnium riparium Mitt. und Mnium adnivense J.J.Amann.

## Merkmale
Mnium marginatum bildet lockere, 2 bis 4 Zentimeter hohe Rasen. Diese sind in der Jugend hellgrün, im Alter bräunlich-grün, im Inneren rostfarben und am Grund etwas verfilzt. Die aufrechten bis etwas gekrümmten Stämmchen sind locker beblättert. Sterile Stämmchen sind gewöhnlich scheinbar zweizeilig beblättert. Die am Stämmchen herablaufenden, lanzettlichen Blätter sind feucht aufrecht-abstehend, trocken leicht gekräuselt, bis 5 Millimeter lang und 1,2 Millimeter breit, mit etwas ausgezogener, scharfer Blattspitze. Der Blattrand ist gesäumt und bis unter die Blattmitte herab mit stumpfen, seltener spitzen Doppelzähnen besetzt. Die Rippe reicht bis in die Blattspitze und ist gewöhnlich am Rücken glatt. Die Blattzellen sind etwa rundlich, 18 bis 44 µm lang und 16 bis 33 µm breit.
Gewöhnlich ist diese Moosart monözisch, es treten aber auch diözische Formen auf. Es fruchtet häufig. Die Sporogone stehen einzeln, die horizontale bis nickende Sporenkapsel ist länglich-oval, ihr Deckel schief geschnäbelt. Die fein papillösen, gelblich-grünen Sporen sind 24 bis 34 µm groß, sie reifen im Frühling.

## Ökologie und Verbreitung
Mnium marginatum ist kalkliebend und wächst an feucht-schattigen Standorten hauptsächlich in Wäldern auf Erde, übererdetem Gestein und in Felsspalten. Seltener besiedelt es auch Mauern oder Beton.
In Mitteleuropa kommt es besonders in Kalkgebieten zerstreut vor, im norddeutschen Flachland ist es selten. Weltweit gibt Vorkommen in Europa, Asien, Nord- und Mittelamerika und Nordafrika.